# Van Williams (attore)
Van Zandt Jarvis Williams (Fort Worth, 27 febbraio 1934 – Scottsdale, 28 novembre 2016) è stato un attore statunitense noto per il suo ruolo da protagonista nei panni di Kenny Madison sia nella serie poliziesca televisiva della Warner Bros. Bourbon Street Beat (1959-1960) che nel suo sequel Surfside 6 (1960-1962).
Ha recitato per una stagione a fianco di Bruce Lee nella serie televisiva Il Calabrone Verde, trasmessa durante la stagione 1966-1967.

## Biografia
Williams era figlio di Priscilla Anne Jarvis e Bernard Cardwell Williams.; crebbe in un ranch fuori Fort Worth e in seguito studiò veterinaria ed economia alla Texas Christian University. Si trasferì alle Hawaii nel 1956, in seguito a divergenze col padre sulla gestione del ranch di famiglia.
Nel 1956 lavorò come istruttore subacqueo alle Hawaii e l'anno successivo fu scoperto dal produttore Mike Todd, che lo spinse a trasferirsi a Hollywood per fare l'attore. Williams ricordò: "A Todd piaceva il mio aspetto e disse che avrei dovuto provare a recitare ma aggiunse: 'Prima, ragazzo, torna al college e prendi la laurea.' Ho seguito il suo consiglio, mi sono laureato in economia aziendale e poi sono tornato ad Hollywood."
Todd morì in un incidente aereo nel 1958 ma Williams prese comunque lezioni di canto e recitazione. Riuscì a farsi inserire in un episodio di General Electric Theater dove fu notato dai dirigenti della Warner Bros., che nel 1959 gli fecero firmare subito un contratto. "Mi sono imbattuto in un business che mi era sconosciuto e per cui non addestrato", disse. "Sono stato davvero fortunato."
Williams recitò come ospite in alcuni episodi di General Electric Theater, Lawman e Colt.45. La sua grande occasione arrivò quando fu ingaggiato come co-protagonista della serie televisiva Bourbon Street Beat, ambientata a New Orleans. La serie andò in onda durante la stagione 1959-1960; e i suoi co-protagonisti furono Andrew Duggan, Richard Long, e Arlene Howell.
Williams comparve nel film In punta di piedi (1960), in cui in una scena uscì nudo dalla doccia dello spogliatoio maschile.
Bourbon Street Beat fu cancellato dopo una sola stagione ma il suo personaggio, Kenny Madison, ricomparve nella serie Surfside 6, che venne trasmessa nella stessa fascia oraria. In essa, Williams collaborò con nuovi colleghi interpretati da Troy Donahue, Lee Patterson, Diane McBain e Margarita Sierra. La serie durò fino al 1962.
Nello stesso periodo, Williams recitò occasionalmente in altre serie della Warner, come Cheyenne, Indirizzo permanente e Hawaiian Eye, e in un episodio pilota intitolato The Leathernecks che venne poi inserito come episodio nella serie The Gallant Men. Comparve inoltre in Incubo rosso (1962), un cortometraggio di propaganda anticomunista della Warners. e ottenne un ruolo secondario nel film Donne inquiete (1963).
Williams interpretò Pat Burns nella serie Il magnate, insieme a Walter Brennan. Dopo la scadenza del contratto con la Warner Brothers nel 1964, lavorò in spot televisivi e apparve in varie serie come The Dick Van Dyke Show, The Beverly Hillbillies, Preview Tonight e The Milton Berle Show.
Nel 1966, la ABC-TV fece rivivere William Dozier, il famoso personaggio radiofonico di George W. Trendle, in una nuova serie tv, Il Calabrone Verde. Williams firmò con la 20th Century-Fox per interpretare il misterioso eroe mascherato e il suo alter ego, l'editore di giornali Britt Reid (figlio di Dan Reid, Jr. che era il nipote di John Reid, alias Lone Ranger).
Williams interpretò il ruolo in modo diretto, a differenza dell'approccio comico che utilizzò nella serie Batman. Lui e il co-protagonista Bruce Lee comparvero altre tre volte in Batman, prima in un cameo, (L'incantesimo di Tut, 28 settembre 1966) e poi in un episodio diviso in due parti (Un pezzo dell'azione, 1 marzo 1967 e Batman's Satisfaction, 2 marzo 1967).
Williams in seguito dichiarò: "Quando uscì Il Calabrone Verde avevo già deciso da tempo di lasciare il business televisivo. L'unica cosa che mi era piaciuta di quegli anni era il lavoro sulla scena. Fondamentalmente sono una persona timida; sapevo che le apparizioni pubbliche, gli autografi e tutto il resto sono una parte necessaria del business ma non erano cose per me."
Al termine del Calabrone Verde, recitò in serie televisive come La grande vallata, Mannix, Love, American Style, La tata e il professore, Ironside, Missione impossibile, Apple's Way, Gunsmoke e Il cacciatore.
Nel 1975 tornò nel ruolo principale di una serie regolare con Westwind, una serie di avventure per bambini. Partecipò al film per la TV  I fuggiaschi (1975), e fu l'ospite d'eccezione in Bert D'Angelo Superstar, La gang della mano rossa, Barnaby Jones, Ai limiti dell'incredibile, Le strade di San Francisco, Alla conquista del West, Colorado C.I., Colorado, The Night Rider, Mrs. Columbo e Agenzia Rockford.
Williams si ritirò dalla recitazione nel 1982 per aprire una società di comunicazioni a Santa Monica, in California, che trasmetteva previsioni meteo via radio. Fu anche vicesceriffo di riserva nel dipartimento della contea di Los Angeles e lavorò presso la sottostazione di Malibu, in California.
Rifiutò l'offerta di un ruolo in Falcon Crest, perché prevedeva riprese in troppi luoghi diversi. Nel 1993 apparve in un cameo in Dragon - La storia di Bruce Lee, nel ruolo del regista di The Green Hornet. Nel 2010, i realizzatori dell'adattamento cinematografico del film The Green Hornet lo richiesero per un altro cameo come guardia del cimitero ma Williams rifiutò.
Williams dichiarò che non gli importava molto della recitazione, aggiungendo alcune ragioni come il suo risentimento verso le persone del settore dovuto al loro metodo ingiusto di affrontare le cose. Era anche diffidente nei confronti di coloro che si occupavano dei casting, ritenendoli responsabili dei fallimenti provocati agli attori, come nel caso di George Reeves troppo identificato con il personaggio di Superman. Questa fu anche una delle sue preoccupazioni quando girava The Green Hornet. Un'altra preoccupazione era la sua forte somiglianza con Batman, ma affermò che poiché William Morris, il suo agente, voleva che lo facesse, lo fece. Affermò che il suo unico interesse per la recitazione era considerarla come un lavoro, piuttosto che un modo per diventare famoso.
Fu il produttore Kevin Burns ad annunciare, il 5 dicembre 2016, che Williams era morto il 28 novembre 2016 per insufficienza renale, all'età di 82 anni a Scottsdale, in Arizona.

## Vita privata
Nel 1959 Williams sposò Vicki Flaxman, dalla quale ebbe due figli, oltre a uno nato dal matrimonio precedente di Vicki. Ebbe nove nipoti. Ebbe anche due figlie gemelle da un precedente matrimonio, da cui nacquero altri quattro nipoti. Nel 1988, Williams aveva diverse proprietà situate in luoghi diversi tra cui Sun Valley, Idaho, Fort Worth (che includeva il ranch ereditato dai suoi genitori) e Hawaii. Disse che erano il frutto di buoni investimenti. Pat Priest (I mostri), suo amico di lunga data e vicino di casa, disse di lui che era stato il suo mentore.
Al di fuori della sua carriera di attore, Williams fu molto amico del co-protagonista Adam West. I due erano vicini di casa a Sun Valley e trascorrevano molto tempo libero insieme. West affermò che quando le persone li vedevano insieme, commentavano dicendo che Batman e The Green Hornet erano riuniti per risolvere un caso segreto.

## Filmografia

### Cinema
- Donne inquiete (The Caretakers), regia di Hall Bartlett (1963)
- Dragon - La storia di Bruce Lee (Dragon: The Bruce Lee Story), regia di Rob Cohen (1993)

### Televisione
- King Richard II (1954)
- General Electric Theater – serie TV, 2 episodi (1958-1959)
- Lawman – serie TV, un episodio (1959)
- Colt.45 – serie TV, un episodio (1959)
- Bourbon Street Beat – serie TV, 36 episodi (1959-1960)
- Surfside 6 – serie TV, 69 episodi (1960-1962)
- Indirizzo permanente (77 Sunset Strip) – serie TV, 2 episodi (1961-1963)
- Cheyenne – serie TV, un episodio (1962)
- The Gallant Men – serie TV, un episodio (1963)
- Hawaiian Eye – serie TV, episodio 4x20 (1963)
- La legge del Far West (Temple Houston) – serie TV, episodio 1x19 (1964)
- The Tycoon – serie TV (1964-1965)
- The Dick Van Dyke Show – serie TV, un episodio (1965)
- The Beverly Hillbillies – serie TV, un episodio (1965)
- Preview Tonight – serie TV (1966)
- The Milton Berle Show – serie TV, 2 episodi (1966)
- Il Calabrone Verde (The Green Hornet) – serie TV (1966-1967)
- Batman – serie TV, 3 episodi (1966-1967)
- La grande vallata (The Big Valley) – serie TV, un episodio (1967)
- Mannix – serie TV, un episodio (1970)
- Love, American Style – serie TV (1970)
- La tata e il professore (Nanny and the Professor) – serie TV, un episodio (1970)
- Ironside – serie TV, un episodio (1971)
- Missione impossibile (Mission: Impossible) – serie TV, un episodio (1972)
- Apple's Way – serie TV, un episodio (1974)
- Gunsmoke – serie TV, un episodio (1974)
- Il cacciatore (The Manhunter) – serie TV, un episodio (1975)
- The Runaways – serie TV (1975)
- Westwind – serie TV (1975)
- Bert D'Angelo Superstar – serie TV, un episodio (1976)
- Le strade di San Francisco (The Streets of San Francisco) – serie TV, 2 episodi (1976)
- Ai limiti dell'incredibile (Quinn Martin's Tales of the Unexpected) – serie TV, un episodio (1977)
- Barnaby Jones – serie TV, un episodio (1977)
- La gang della mano rossa (The Red Hand Gang) – serie TV, 4 episodi (1977)
- You Gotta Start Somewhere (1977)
- Colorado C.I. (1978)
- Alla conquista del West (How the West Was Won) – serie TV, 3 episodi (1979)
- Colorado – miniserie TV, una puntata (1979)
- The Night Rider (1979)
- Mrs. Columbo – serie TV, un episodio (1979)
- Agenzia Rockford (The Rockford Files) – serie TV, un episodio (1979)